# 浅越ゴエ
浅越 ゴエ（あさごえ ゴエ、1973年12月20日 - ）は、吉本興業に所属する日本のお笑いタレント。お笑いユニット「ザ・プラン9」のメンバーの1人であるほか、ピン芸人としても活動している。本名：浅越 浩志（あさごえ ひろし）。『R-1ぐらんぷり2003』王者。
身長：178cm、体重：75kg。血液型はB型。旧芸名：アサゴエ ヒロ志。

## 来歴
岡山県岡山市南区出身。岡山市立妹尾中学校、岡山県立岡山芳泉高等学校を経て、立命館大学法学部を卒業。3人兄弟の末っ子で、兄と姉がいる。
大学在学中に、放送局4社のアナウンサー試験を受けた。アナウンサーを志望したきっかけはテレビで観たプロレス中継の実況で、いつかは実況をしたいという夢を抱えアナウンサー試験を受けた。何も準備をしないまま試験を受けたが、渡された原稿を読んだ際に「君の（原稿を）読む声はどうも嘘っぽい」との理由で不採用となった。このときの経験が、後述のピン芸やタレント活動に生かされた。
大学在学中の1995年10月、吉本総合芸能学院（NSC）・大阪校に第16期生として入学。
コンビ・「イン☆パルス」（1995年 - 1996年）および「デモしかし」（1996年 - 1999年）の結成・解散ののち、大学在学中に取得した宅地建物取引士資格を活かし、住友不動産販売に入社して1年ほど勤務した。
久馬歩（のちのお〜い!久馬、当時シェイクダウン）の強い誘い（その誘いは月に1回はあり、誘いを受けようと本人が決心するまでに、3か月かかったとされる。「@ライトトーククラブ」ヤナギブソン談／読売テレビ『祇園笑者』でも言及）を受けて会社を退職し、2001年4月に久馬、鈴木つかさ（元シンドバット、のち脱退）とともにザ・プラン9を結成した（以降のユニットの来歴はザ・プラン9#来歴参照）。
2007年12月5日、体の不調を訴え大阪市内の病院で検査を受け入院。検査の結果、急性肝炎であることが判明した。この年の『M-1グランプリ』でザ・プラン9は準決勝まで進出していたが、浅越の体調不良により準決勝および敗者復活戦を棄権した。また、当時予定されていた本公演『仇男』の大阪公演は翌年2月に延期になった。2008年2月には肝炎に続き胆石の検査で入院。同年3月上旬には胆石の除去手術で再び1週間ほど入院した。2009年1月上旬には血尿が出て1週間ほど入院した。

## 芸風
- 劇場などにピン芸人として登場する場合の出囃子はヤポネシアン・ボールズ・ファウンデーションの「WE'RE GONNA HAVE A REAL GOOD TIME TOGETHER」。
- 主なピンネタに、ニュースキャスターの格好で、滑舌よく架空のニュースを読み上げる「しっくりこないニュース」がある[注 3]。
  - 2009年11月18日放送の『リアルタイムふくい』（福井放送）に生出演し、「浅越ゴエのしっくりこないニュース」と称して、実際のニューススタジオで「ばいきんまんさんの訃報」など嘘のニュースを約2分間読み上げた。この日は、11月29日に福井市で開催される「よしもとゴールデンシアターin福井」の宣伝に来福。また、同放送局の昼のラジオ番組にも出演した。
- レギュラー出演のラジオ番組などで自己紹介をする時「浅越……ゴエでございます、よろしくお願いします」と、約1秒の間を置くことが、毎回のお約束になっている。
- カンテレ『千原ジュニアの座王』では大喜利やモノボケを得意としている。

## 人物・エピソード
- 高校3年生の時、友人2人と『第11回 全国高等学校クイズ選手権』に出場。岡山県代表として全国大会に進出するも、1回戦で敗退。
- 「デモしかし」時代の末期に芸名を「アサゴエヒロ志」とし、この頃から衣装をスーツにした[3]。
- 眼鏡がトレードマークだが、視力は悪くなく伊達眼鏡である。プライベートでは眼鏡を外している。「デモしかし」時代は眼鏡をかけていなかった。
- 几帳面な性格。お笑い情報誌『マンスリーよしもと』2007年4月号の特集「ビバひとり暮らし」では、登場した芸人が部屋の間取りを公開していたが、ほとんどの芸人がフリーハンドで描いていたのに対し、彼は定規などを使って丁寧に間取りを描いていたほど。ただし本人曰く、実際は結構適当な性格らしい[要出典]。
- かなりのラーメン通で[6]、「東京のラーメンは全部うまい」と色々な所で熱弁している[要出典]。
- お笑い芸人が結成したパンクバンド「盆地で一位」の名付け親である。
- 太腿が太い。太腿が太くなったのは、高校時代に家から相当離れた所にあった学校に毎日自転車通学していたため[3]。
- アナウンサー志望だった経験を買われ、新吉本プロレス、ハッスルの実況などを担当する時もある。
  - 近年では、かつて受験したうちの1社である毎日放送（MBSラジオ）がナイターオフ期間に編成する生放送のラジオ番組での特別企画として、同局の現役アナウンサーと実況バトルを展開。2007年の『MBSどっと!アナ オオツキムラの時間』（MBSラジオ）で大月勇を破ったのを皮切りに、2008年『INO-KONボンバイエ』では井上雅雄、2009年の同番組では近藤亨との勝負を制した。
- 吉本新喜劇のベテラン女優・末成由美に可愛がられていて、『制作会社プラン9』（2007年9月27日にテレビ大阪で放送されたプラン9の特別番組）で末成との「公開デート」を実現するなど、出演番組で末成との親密な交際ぶりが永らく話題になっていた[7]。実際には、13歳年下の一般女性と5年ほど交際したうえで、2013年10月に結婚した[8]。

### ピンでの賞レース参加
- 『R-1ぐらんぷり』優勝者であるものの、自身が優勝した第2回はテレビ中継が関西ローカル、優勝賞金が100万円であった。そのため翌年の第3回から全国放送、さらに優勝賞金が「500万円」とグレードアップしたことには納得がいかず、優勝経験者ながら第4回（2006年）大会にも「参戦する」と異例の表明をし、決勝まで進んだが3位に終わった。第8回（2010年）大会にも参戦したものの、準決勝敗退。
- 『R-1ぐらんぷり2007』では、ザ・プラン9の相方（当時）、なだぎ武を会場の客席で応援していた。このシーンは、2007年『R-1』DVDの特典映像に収録されている。
- 『S-1バトル』4月期の優勝では、賞金1000万円とグランドチャンピオン大会への進出権を獲得し、最終的にはファイナル3位となった。なお、グランドチャンピオン大会で披露された「しっくり〜」は『NNN Newsリアルタイム』（日本テレビ）で実際に使用されている本物のニューススタジオを借りて収録された。本人曰く「ネタ中に本物のニュース速報が流れたらどうしようかと思っていた」。
- 2010年、大会概要、ルール改正のされた『S-1バトル』で、5週連続1位の座を守り、ラウンド3での殿堂入り、及び賞金1,000万円を獲得した。また、2011年に行われる予定だったグランドチャンピオン大会への出場権も獲得したが、開催前に中止・終了が決定した。

## 賞レース成績・受賞歴など

### R-1ぐらんぷり
| 年     | 結果       | エントリーNo. | 決勝戦キャッチコピー                      | 備考                       |
| ------ | ---------- | ------------- | ----------------------------------------- | -------------------------- |
| 2002年 | 決勝敗退   |               |                                           | 当時は優勝者以外の発表なし |
| 2004年 | 優勝       | 591           | ニュース漫談でお馴染み 吉本が生んだIQ芸人 |                            |
| 2005年 | 不参加     |               |                                           |                            |
| 2006年 | 決勝3位    | 418           | 才知あふれる技巧派弁士                    |                            |
| 2007年 | 不参加     |               |                                           |                            |
| 2008年 | 不参加     |               |                                           |                            |
| 2009年 | 不参加     |               |                                           |                            |
| 2010年 | 準決勝敗退 |               |                                           |                            |

### その他
- 1999年 第20回ABCお笑い新人グランプリ 新人賞（デモしかし）
- 2002年 第24回ABCお笑い新人グランプリ 新人賞
- 2003年 第32回上方お笑い大賞 新人賞
- 2009年 S-1バトル 4月期チャンピオン
- 2010年 S-1バトル グランドチャンピオン2010 3位
- 2010年 S-1バトル ラウンド3チャンピオン

## 出演

### 放送番組
- 松井愛のすこ〜し愛して★（MBSラジオ） 火曜日レギュラー
- サンデーライブ ゴエでSHOW![9]（MBSラジオ）
- OBCグッドアフタヌーン!ラジぐぅ（ラジオ大阪）- 木曜担当
- かんさい情報ネットten.（読売テレビ、2009年3月 - ） 火曜日レギュラー
  - 2009年10月より金曜日に移動（お悩み解決!どないしよっ!）
  - 2010年10月より木曜日に移動（アナタの味方!お役に立ちます!）
- ENT（毎日放送）
- せやねん!（毎日放送、2010年5月15日） - ノブ（千鳥）が声帯ポリープ手術直後でしゃべることができなかったため、ノブのサポート役として出演した。
- 土曜はダメよ!（読売テレビ） - 不定期出演
- ゆるあつ → ゆる。（岡山放送・2012年4月 - ）
- うまんちゅ（関西テレビ・2012年1月7日 -）
- ウラマヨ!（関西テレビ） - 準レギュラー、「ちびっ子ミシュラン」コーナー担当
- いちおし! ひょうご館＋（プラス） （サンテレビ・2014年10月 -）
- ミルンへカモン! なんしょん?（岡山放送・2014年12月 - ）水曜レギュラー
- 千原ジュニアの座王（関西テレビ） - 不定期出演

#### 終了した放送番組
- 食イズ吉本（関西テレビ、2007年1月9日-2007年9月23日）
- 晴れ・どきドキ晴れ（CBCテレビ、2006年4月-2008年3月） - 2006年4月より「街のゴエ」のコーナーなど中継リポーター、2006年10月よりスタジオレギュラーとして出演
- 未確認思考部隊（関西テレビ、2008年1月21日-3月31日）
- なるトモ!木曜（読売テレビ）
- ちちんぷいぷい（毎日放送） -  火曜→金曜のVTRコーナーに出演
- さてはトコトン菊水丸（MBSラジオ） - 水曜・木曜
- BIKEINA TV金曜（CBCテレビ、2008年4月4日-2009年3月27日）
- ズームイン!!SUPER（日本テレビ、2009年4月-2010年3月24日） - 関西エリア時間担当。
  - 2009年4月-9月までは、小籔千豊と交代で隔週水曜日を担当。10月より毎週水曜日を担当。
  - 2010年3月29日より新番組（『朝生ワイド す・またん!』（読売テレビ））の開始により、この時間帯の『ズーム!』の関西での放送は休止。それに伴い“卒業”。
- チュー'sDAYコミックス 侍チュート!（2009年4月 -2010年3月、毎日放送） - 不定期出演（準レギュラー）
- マイティアプレゼンツ THE PLAN9のお〜きなアナ 土曜（朝日放送ラジオ）
- 特命レッドカーダ!（テレビ大阪） - 5upよしもとメンバーに指令を与えるMr.レッド役と番組ナレーション担当
- ゆるあつ（岡山放送、2010年4月27日-2012年3月） - 毎月1回火曜日に放送
  - 2012年4月より「ゆる。（ゆるまる）」にリニューアル
- よしもと情熱コメディ〜TVのウラ側で大騒ぎ!モンスターAD奮闘記〜（読売テレビ、2012年7月15日 - 2013年3月24日）
- よしもとミッドナイトコメディ 3年2組ポンコツの唄（読売テレビ、2013年6月6日 - 2014年3月18日）
- 雨上がりの「Aさんの話」〜事情通に聞きました!〜（朝日放送テレビ） -  プレゼンターとして不定期出演
- ビンタ!〜弁護士事務員ミノワが愛で解決します〜 第7話（2014年11月13日、読売テレビ）
- 浅越ゴエの歩き方（岡山放送、2015年9月19日）
- 豊島・ゴエのあさはやっ!?（MBSラジオ）
- ニュースターラジオ（MBSラジオ、2014年10月6日-2016年3月24日） - 火曜・水曜パーソナリティ
- 今ちゃんの「実は…」（朝日放送テレビ） - 準レギュラー

### 映画
- 日常（2006年、エス・エス・エム）[10]
- 家出レスラー（2024年5月17日、ブシロードムーブ）[11]

### DVD
- 緊急特別DVD 追悼ケンドーコバヤシさん
- バトルオワライヤル
- ビバリーヒルズ晴天白書
- レイザーラモンRG GREATEST HITS（副音声）

（以上すべてYOSHIMOTO WORKSより）